# تيارت (بريميير)
تياريت هي مقاطعة من مقاطعات نواكشوط التسعة ومن أكثرها كثافة سكنية ونشاط تجاري، وتنقسم إلى عدة أحياء هي: أمگيزيرة، دار البركة هذابالنسبة للجزء السفلى أما بالنسبة للجزء العلوي فهو . كصادو أبكين المشروع عين الطلح.